# Hebert Axel González
Hebert Axel González Sánchez (Ciudad de México, 24 de febrero de 1960-Tijuana, Baja California; 19 de abril de 2020) fue un dramaturgo, director de teatro, actor, profesor y funcionario mexicano. Fundó dos compañías de teatro, dirigió más de 25 puestas en escena e impartió clases de actuación durante 35 años.

## Estudios
Estudió Derecho en la Universidad Autónoma de Baja California. Empezó su carrera de actuación como alumno del taller de teatro de la Preparatoria Federal Lázaro Cárdenas, bajo la dirección de Magdalena Huerta y Jaime Moreno Burciaga (1975-1978). Posteriormente, participó en el Taller de Teatro “Sor Juana Inés de la Cruz”, dirigido por Rogelio Mitra y Jorge Andrés Fernández. Fue alumno de destacados maestros de actuación y dirección, entre los que destacan Julieta Egurrola, Eduardo López Rojas, Ludwik Margules, Adam Guevara, Atahualpa del Cioppo, Juan José Gurrola y Ugo Palavicino.

## Trayectoria como director teatral y maestro
Inició su trayectoria como asistente de los directores Jorge Andrés Fernández y Adam Guevara. En 1983 fundó el grupo Theatrón con el que empezó formalmente su trabajo de dirección. A lo largo de su carrera, dirigió más de 25 puestas en escena, la mayoría de ellas realizadas en la Casa de la Cultura de Tijuana, donde fue maestro de teatro desde 1984 hasta 2019. En 1993 fundó la Compañía del Sótano, nombrada así por el Foro del Sótano de la Casa de la Cultura, donde impartía clases y presentaba su trabajo. Ese mismo año implementó por primera vez en Baja California la realización de largas temporadas teatrales, logrando un total de 730 representaciones con ocho obras (1993-2019). A partir de 2013 instauró y dirigió el Diplomado de Actuación Vivencial (DAV), avalado y certificado por el Instituto Nacional de Bellas Artes y Literatura, en coordinación con el Centro Cultural Tijuana. Según Vianka R. Santana, "Axel es un creador escénico teatral que debe ser reconocido en su justa dimensión, especialmente, en su capacidad para formar actores, transmitir el arte, y ser activo participante de la vida cultural de la ciudad" 

## Dirección de teatro
Dirigió más de 25 puestas en escena, entre las que destacan:
- Las manos de Dios, de Carlos Solórzano (1983-1984). Obra que representó a Baja california en la VII Muestra Nacional de Teatro, realizada en Xalapa, Veracruz
- Octubre terminó hace mucho tiempo, de Pilar Campesino (1985-1984).
- Siete pecados en la capital, de Otto Minera (1986-1987).
- Siempre dije que no, de Hebert Axel González (1993-1994). Un año de temporada, 50 representaciones.
- 5 y 10, de Hugo Salcedo (1995). Seleccionada en la Muestra Estatal de Teatro para representar a Baja California en Culiacán, Sinaloa, y estrenada en el Festival Internacional de la Raza, en Cd. Juárez, Chihuahua.
- Pluto, el dios de la riqueza, de Aristófanes, adaptación de Luis Humberto Crosthwaite (1995-1996). Un año de temporada, 50 representaciones.
- En Altamar, de Slawomir Mrozek (1997-1999). Veintiún meses de temporada, 100 representaciones.
- La Rosa de Oro, de Carlos Olmos (1997-1998). Un año de temporada, 50 representaciones.
- ¿Qué pasó con Schuachenáguer?, de Hebert Axel González (1998-2000). Dos años de temporada, 150 representaciones.
- Rebelión, de Gerardo Mancebo del Castillo Trejo (2003-2005). Dos años de temporada, 100 representaciones. Representó a Baja California en el Segundo Coloquio Internacional de Teatro, en Tepic, Nayarit. Representó a la región noroeste de México en el festival la Tercera Invasión Excéntrica, en la Ciudad de México. Representó a Baja California en la XXIV Muestra Nacional de Teatro, en Morelia, Michoacán, noviembre de 2003.
- La Campesinela, de Hebert Axel González (1996-2018). Diecisiete temporadas, 100 representaciones.
- Ramón y Cornelio, de Luis Humberto Crosthwaite (2001-2019). Más de 130 representaciones.

## Filmografía
- La Pura Vida, de Dylan Verrechia (2024)[2]